# Дуглас (парафія, Нью-Брансвік)
Дуглас (англ. Douglas) — парафія в Канаді, у провінції Нью-Брансвік, у складі графства Йорк.

## Населення
За даними перепису 2016 року, парафія нараховувала 6154 особи, показавши зростання на 1,2%, порівняно з 2011-м роком. Середня густина населення становила 4,3 осіб/км².
З офіційних мов обидвома одночасно володіли 985 жителів, тільки англійською — 5 130, тільки французькою — 20, а 10 — жодною з них. Усього 115 осіб вважали рідною мовою не одну з офіційних.
Працездатне населення становило 67,1% усього населення, рівень безробіття — 9,2% (10,6% серед чоловіків та 7,9% серед жінок). 89,7% осіб були найманими працівниками, а 8,5% — самозайнятими.
Середній дохід на особу становив $41 475 (медіана $35 354), при цьому для чоловіків — $47 280, а для жінок $35 680 (медіани — $40 923 та $29 248 відповідно).
28,2% мешканців мали закінчену шкільну освіту, не мали закінченої шкільної освіти — 18%, 53,7% мали післяшкільну освіту, з яких 39,8% мали диплом бакалавра, або вищий, 45 осіб мали вчений ступінь.
| Статево-вікова структура населення | Статево-вікова структура населення | Статево-вікова структура населення | Статево-вікова структура населення | Статево-вікова структура населення |
| ---------------------------------- | ---------------------------------- | ---------------------------------- | ---------------------------------- | ---------------------------------- |
|                                    |                                    |                                    |                                    |                                    |
| Всього                             | Всього                             | 50,2%49,8%                         |                                    |                                    |
| 0 — 14 років                       | 0 — 14 років                       |                                    | 18,4%                              | 18,4%                              |
| 15 — 64 років                      | 15 — 64 років                      |                                    | 66,5%                              | 66,5%                              |
| 65 і більше                        | 65 і більше                        |                                    | 15,1%                              | 15,1%                              |
| 85 і більше                        | 85 і більше                        |                                    | 1%                                 | 1%                                 |
| Середній вік (років)               | Середній вік (років)               | 40,740,6                           | 40,7                               | 40,7                               |
| Медіана (років)                    | Медіана (років)                    | 43,642,0                           | 42,9                               | 42,9                               |
| — чоловіки — жінки                 |                                    |                                    |                                    |                                    |

| Походження мешканців:     | Походження мешканців:     | Походження мешканців: | Походження мешканців: | Походження мешканців: |
| ------------------------- | ------------------------- | --------------------- | --------------------- | --------------------- |
| Походження                |                           |                       | осіб                  | %                     |
| Корінні американці        | Корінні американці        |                       | 425                   | 6.92%                 |
| Інше північноамериканське | Інше північноамериканське |                       | 3 020                 | 49.19%                |
| Європейське               | Європейське               |                       | 4 360                 | 71.01%                |
| британське                | британське                |                       | 3 725                 | 60.67%                |
| французьке                | французьке                |                       | 1 095                 | 17.83%                |
| українське                | українське                |                       | 55                    | 0.9%                  |
| Латинськоамериканське     | Латинськоамериканське     |                       | 40                    | 0.65%                 |
| Африканське               | Африканське               |                       | 50                    | 0.81%                 |
| Азійське                  | Азійське                  |                       | 45                    | 0.73%                 |
| Океанійське               | Океанійське               |                       | 10                    | 0.16%                 |

| Зайнятість населення за галузями (за класифікацією NOC): | Зайнятість населення за галузями (за класифікацією NOC): | Зайнятість населення за галузями (за класифікацією NOC): | Зайнятість населення за галузями (за класифікацією NOC): | Зайнятість населення за галузями (за класифікацією NOC): |
| -------------------------------------------------------- | -------------------------------------------------------- | -------------------------------------------------------- | -------------------------------------------------------- | -------------------------------------------------------- |
|                                                          |                                                          |                                                          |                                                          |                                                          |
| Управління                                               | Управління                                               |                                                          | 9,4%                                                     | 9,4%                                                     |
| Бізнес, фінанси та адміністрування                       | Бізнес, фінанси та адміністрування                       |                                                          | 14,7%                                                    | 14,7%                                                    |
| Природничі та прикладні науки                            | Природничі та прикладні науки                            |                                                          | 11,2%                                                    | 11,2%                                                    |
| Охорона здоров'я                                         | Охорона здоров'я                                         |                                                          | 7,3%                                                     | 7,3%                                                     |
| Освіта, правозахист, муніципальні та урядові служби      | Освіта, правозахист, муніципальні та урядові служби      |                                                          | 12,4%                                                    | 12,4%                                                    |
| Мистецтво, культура, відпочинок та спорт                 | Мистецтво, культура, відпочинок та спорт                 |                                                          | 2,3%                                                     | 2,3%                                                     |
| Роздрібна торгівля та послуги                            | Роздрібна торгівля та послуги                            |                                                          | 20,3%                                                    | 20,3%                                                    |
| Гуртова торгівля, транспорт та обладнання                | Гуртова торгівля, транспорт та обладнання                |                                                          | 18,5%                                                    | 18,5%                                                    |
| Природні ресурси, сільське господарство                  | Природні ресурси, сільське господарство                  |                                                          | 2,7%                                                     | 2,7%                                                     |
| Виробництво                                              | Виробництво                                              |                                                          | 1,5%                                                     | 1,5%                                                     |

## Клімат
Середня річна температура становить 5,3°C, середня максимальна – 23,7°C, а середня мінімальна – -16,3°C. Середня річна кількість опадів – 1 119 мм.
| Клімат поселення                              | Клімат поселення | Клімат поселення | Клімат поселення | Клімат поселення | Клімат поселення | Клімат поселення | Клімат поселення | Клімат поселення | Клімат поселення | Клімат поселення | Клімат поселення | Клімат поселення | Клімат поселення |
| Показник                                      | Січ.             | Лют.             | Бер.             | Квіт.            | Трав.            | Черв.            | Лип.             | Серп.            | Вер.             | Жовт.            | Лист.            | Груд.            |                  |
| Середній максимум, °C                         | −3,52            | −1,91            | 3,69             | 10,35            | 17,26            | 22,32            | 23,71            | 22,82            | 17,93            | 11,81            | 5,71             | −1,95            |                  |
| Середня температура, °C                       | −9,93            | −8,33            | −2,7             | 3,95             | 10,85            | 15,92            | 19,38            | 18,50            | 13,60            | 7,48             | 1,40             | −6,29            |                  |
| Середній мінімум, °C                          | −16,33           | −14,72           | −9,11            | −2,44            | 4,45             | 9,51             | 15,05            | 14,19            | 9,28             | 3,17             | −2,92            | −10,62           |                  |
| Норма опадів, мм                              | 104              | 74               | 92               | 86               | 96               | 87               | 94               | 87               | 93               | 97               | 104              | 105              |                  |
| Середньомісячна швидкість вітру, м/с          | 3.50             | 3.55             | 3.75             | 3.66             | 3.35             | 2.94             | 2.66             | 2.50             | 2.80             | 3.13             | 3.36             | 3.50             |                  |
| Середньомісячна сонячна радіація, кДж/м²·день | 5302             | 8511             | 12237            | 15438            | 18344            | 20315            | 20014            | 17687            | 13139            | 8424             | 4991             | 4146             |                  |
| --------------------------------------------- | ---------------- | ---------------- | ---------------- | ---------------- | ---------------- | ---------------- | ---------------- | ---------------- | ---------------- | ---------------- | ---------------- | ---------------- | ---------------- |
| Джерело:                                      |                  |                  |                  |                  |                  |                  |                  |                  |                  |                  |                  |                  |                  |